# Feistritz am Wechsel
Feistritz am Wechsel ist eine Gemeinde mit 1029 Einwohnern (Stand 1. Jänner 2025) im Bezirk Neunkirchen in Niederösterreich.

## Geografie
Feistritz am Wechsel liegt im südlichen Industrieviertel in Niederösterreich. Die Gemeinde ist im Tal der Feistritz situiert, welche zwischen Aspang und Grimmenstein in die Pitten mündet und daher nicht mit der Feistritz in der Steiermark identisch ist.
Die Fläche der Gemeinde umfasst 23,79 km², 60,91 % der Fläche sind bewaldet.

### Gemeindegliederung
Das Gemeindegebiet umfasst folgende drei Ortschaften (in Klammern Einwohnerzahl Stand 1. Jänner 2025):
- Feistritz am Wechsel (865) samt Allahof, Anger, Gmoos, Hinterleiten, Hofleiten, Hollabrunn, Kalkgrub, Karlhof, Katzgraben, Kochau, Paßkapelle, Piefing, Rotmoos, Sauerbüchel, Scherleiten, Stadthof, Steinbichel, Thurnhof und Wagleiten
- Grottendorf (98) samt Wanghof
- Hasleiten (66) samt Kirchgraben

Katastralgemeinden sind Feistritz und Grottendorf.

### Nachbargemeinden
|                       | Warth                                       | Grimmenstein |
| Kirchberg am Wechsel  | Kompassrose, die auf Nachbargemeinden zeigt |              |
| St. Corona am Wechsel | Aspangberg-St. Peter                        | Thomasberg   |

## Geschichte
Im Altertum war das Gebiet Teil der Provinz Noricum. Um 1835 gab es in Feistritz 90 Häuser und 660 Einwohner.
Mit Beschluss der Niederösterreichischen Landesregierung vom 12. Dezember 1923 und mit Wirksamkeit vom 1. Jänner 1925 wurden die damaligen Ortsteile 
St. Corona am Wechsel, Unternberg, Rothmoos und Molz aus Feistritz ausgegliedert und bilden hinfort die eigenständige Gemeinde St. Corona am Wechsel.
Laut Adressbuch von Österreich waren im Jahr 1938 in der Ortsgemeinde Feistritz am Wechsel zwei Taxiunternehmer, zwei Bäcker, ein Binder, ein Fleischer, ein Friseur, ein Galanteriewarenerzeuger, sieben Gastwirte, zwei Gemischtwarenhändler, eine Hebamme, ein Holzhändler, ein Schmied, vier Schneider und zwei Schneiderinnen, sechs Schuster, ein Trafikant, fünf Tischler, ein Viehhändler, zwei Viktualienhändler, ein Wagner, eine Weberei, zwei Zimmermeister und mehrere Landwirte ansässig. Zudem gab es im Ort eine Agentur, ein Kaffeehaus, eine Mühle und eine Säge.

## Bevölkerung

### Bevölkerungsentwicklung
| Feistritz am Wechsel: Einwohnerzahlen von 1869 bis 2025 | Feistritz am Wechsel: Einwohnerzahlen von 1869 bis 2025 | Feistritz am Wechsel: Einwohnerzahlen von 1869 bis 2025 | Feistritz am Wechsel: Einwohnerzahlen von 1869 bis 2025 | Feistritz am Wechsel: Einwohnerzahlen von 1869 bis 2025 |
| ------------------------------------------------------- | ------------------------------------------------------- | ------------------------------------------------------- | ------------------------------------------------------- | ------------------------------------------------------- |
| Jahr                                                    |                                                         |                                                         |                                                         | Einwohner                                               |
| 1869                                                    | 1869                                                    |                                                         | 1.051                                                   | 1.051                                                   |
| 1880                                                    | 1880                                                    |                                                         | 1.038                                                   | 1.038                                                   |
| 1890                                                    | 1890                                                    |                                                         | 974                                                     | 974                                                     |
| 1900                                                    | 1900                                                    |                                                         | 946                                                     | 946                                                     |
| 1910                                                    | 1910                                                    |                                                         | 985                                                     | 985                                                     |
| 1923                                                    | 1923                                                    |                                                         | 964                                                     | 964                                                     |
| 1934                                                    | 1934                                                    |                                                         | 1.055                                                   | 1.055                                                   |
| 1939                                                    | 1939                                                    |                                                         | 1.031                                                   | 1.031                                                   |
| 1951                                                    | 1951                                                    |                                                         | 1.030                                                   | 1.030                                                   |
| 1961                                                    | 1961                                                    |                                                         | 993                                                     | 993                                                     |
| 1971                                                    | 1971                                                    |                                                         | 1.093                                                   | 1.093                                                   |
| 1981                                                    | 1981                                                    |                                                         | 1.085                                                   | 1.085                                                   |
| 1991                                                    | 1991                                                    |                                                         | 1.163                                                   | 1.163                                                   |
| 2001                                                    | 2001                                                    |                                                         | 1.081                                                   | 1.081                                                   |
| 2011                                                    | 2011                                                    |                                                         | 1.050                                                   | 1.050                                                   |
| 2021                                                    | 2021                                                    |                                                         | 1.032                                                   | 1.032                                                   |
| 2025                                                    | 2025                                                    |                                                         | 1.029                                                   | 1.029                                                   |
| Quelle(n): Statistik Austria, Gebietsstand 1.1.2021     |                                                         |                                                         |                                                         |                                                         |

### Religion
Nach den Daten der Volkszählung 2001 sind 97,1 % der Einwohner römisch-katholisch, 0,3 % evangelisch, 0,3 % sind Muslime, 2,0 % der Bevölkerung haben kein religiöses Bekenntnis.

## Kultur und Sehenswürdigkeiten
- Burg Feistritz

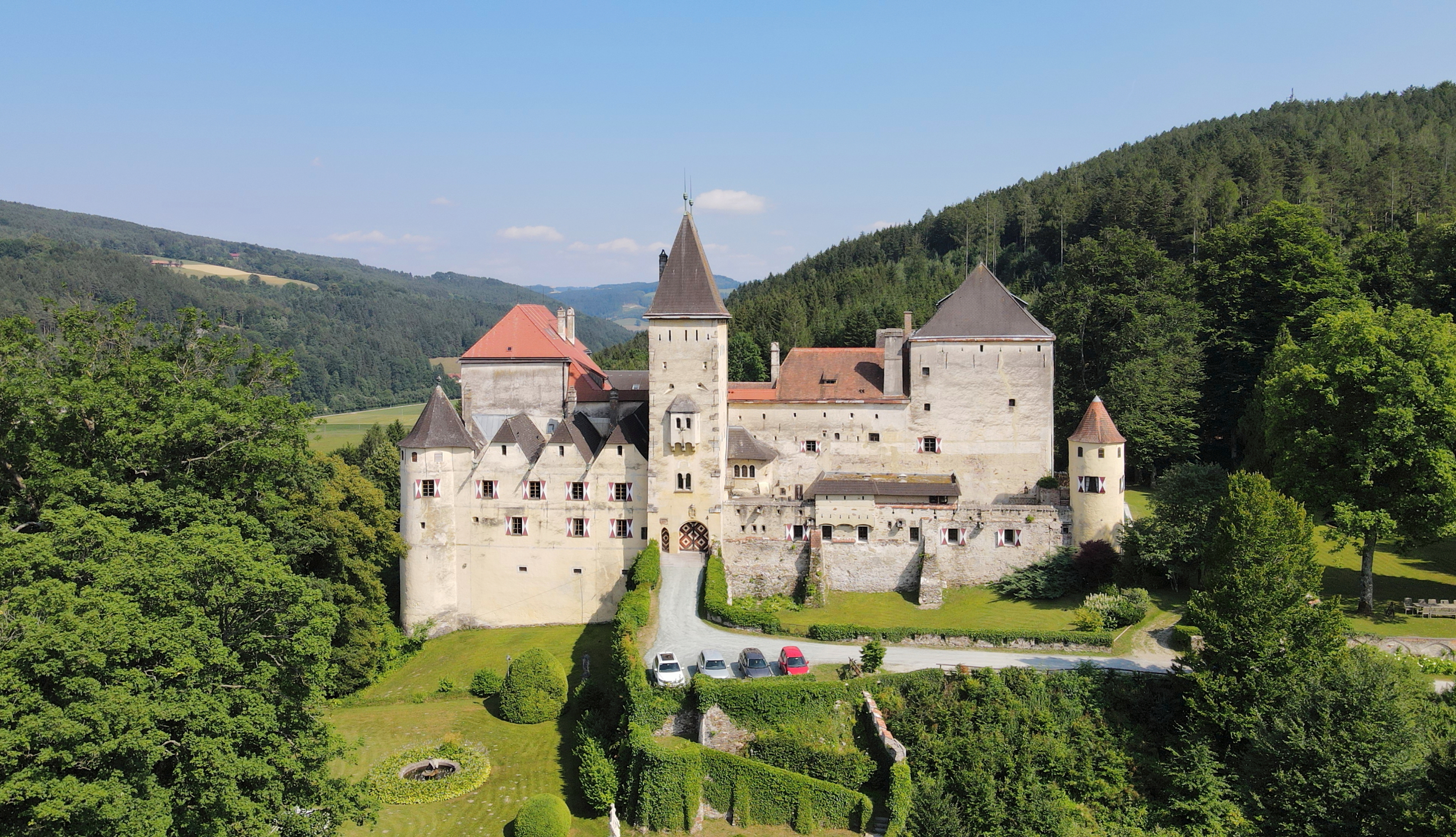
Burg Feistritz

- Katholische Pfarrkirche Feistritz am Wechsel hl. Ulrich, eine spätgotische Wehrkirche
- Barocke Mariensäule

## Wirtschaft und Infrastruktur
Nichtlandwirtschaftliche Arbeitsstätten gab es im Jahr 2001 35, land- und forstwirtschaftliche Betriebe nach der Erhebung 1999 78. Die Zahl der Erwerbstätigen am Wohnort betrug nach der Volkszählung 2001 516. Die Erwerbsquote lag 2001 bei 49,49 %.

### Bildung
In Feistritz befindet sich ein Kindergarten und eine Volksschule.

### Umweltthemen
- Flächennutzung: Im Jahr 2020 waren 0,7 Prozent der Gemeindefläche Bauland, 33,6 Prozent landwirtschaftliche Nutzfläche, 1,4 Prozent Gärten, 60,9 Prozent Wald, 0,4 Prozent Gewässer und 3 Prozent sonstige Flächen.[8]
- Energieverbrauch: Der Energieverbrauch betrug im Jahr 2019 rund 21.700 MWh. Dabei entfielen 11.800 MWh auf den Bereich Wohnen, 1.500 auf die Land- und Forstwirtschaft, 900 auf Industrie und Gewerbe, 800 auf Dienstleistungen und 6.700 MWh auf Mobilität.[9]
- Öffentlicher Verkehr: Von Feistritz am Wechsel gibt es regelmäßige Busverbindungen zum Bahnhof Edlitz-Grimmenstein.[10]
- Wertstoffzentrum: Im Ortsteil Grottendorf entsteht ein zum Abfallwirtschaftsverband Neunkirchen gehörendes Wertstoffzentrum für Holz, Hartkunststoffe, Sperrmüll, Problemstoffe, Elektroaltgeräte und Kartonagen (Stand 2023).[11]
- Freibad: Das Freibad der Gemeinde ist solarbeheizt.[12]
- Energiesparen: Die Gemeinde wirbt für Projekte zur Energie- und Mobilitätswende[13] und gibt Energiespartipps in der Gemeindezeitung (Stand 2023).[11]

## Politik

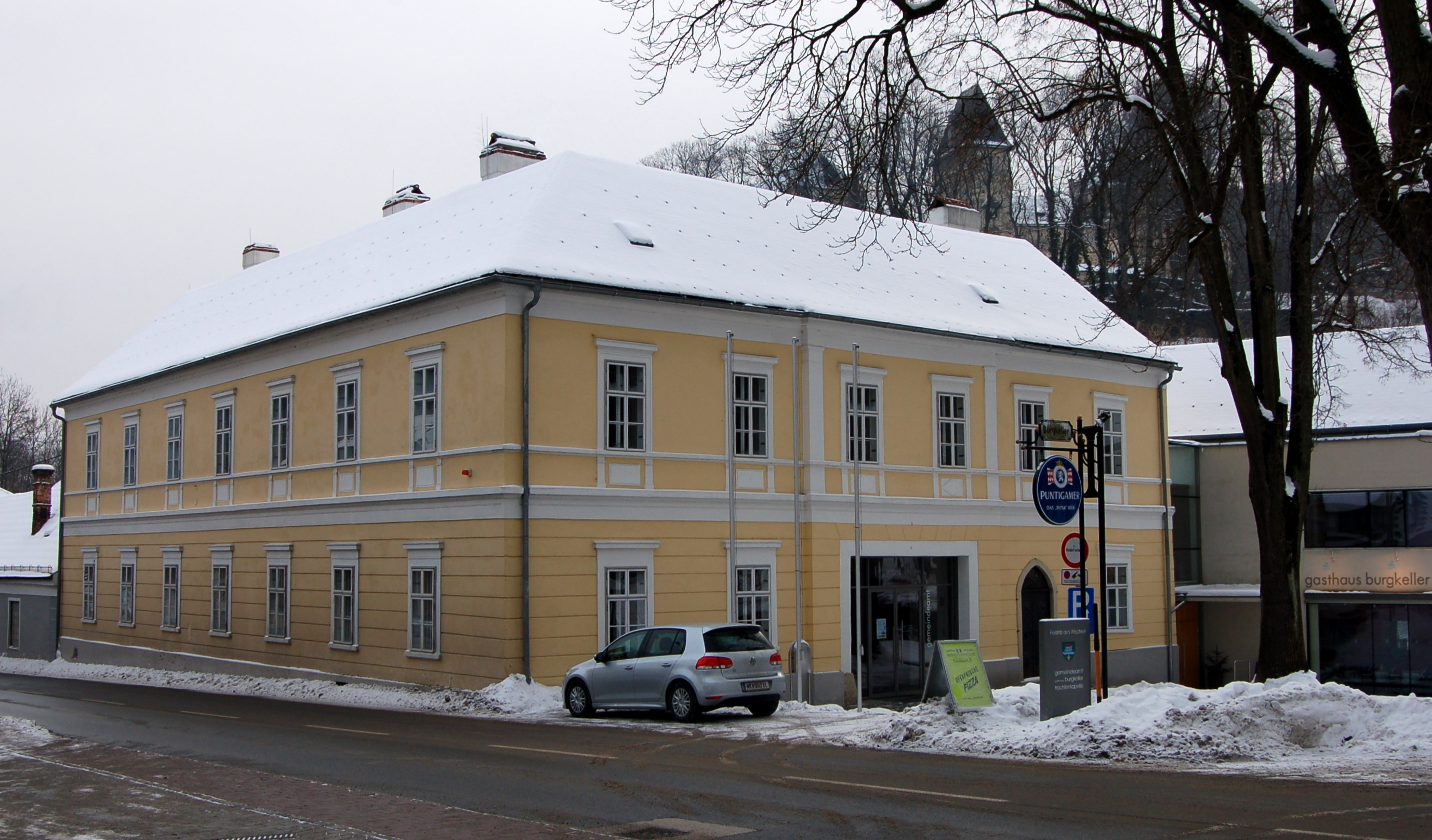
Gemeindeamt

### Gemeinderat
Der Gemeinderat hat 19 Mitglieder.
- Gemeinderatswahlen in Niederösterreich 1990: ÖVP 14, SPÖ 5.
- Gemeinderatswahlen in Niederösterreich 1995: ÖVP 13, SPÖ 5, FPÖ 1.[14]
- Gemeinderatswahlen in Niederösterreich 2000: ÖVP 13, SPÖ 5, FPÖ 1.[15]
- Gemeinderatswahlen in Niederösterreich 2005: ÖVP 13, SPÖ 5, FPÖ 1.[16]
- Gemeinderatswahlen in Niederösterreich 2010: ÖVP 13, SPÖ 4, FPÖ 2.[17]
- Gemeinderatswahlen in Niederösterreich 2015: ÖVP 12, SPÖ 4, FPÖ 3.[18]
- Gemeinderatswahlen in Niederösterreich 2020: ÖVP 11, SPÖ 4, FPÖ 4.[19]
- Gemeinderatswahlen in Niederösterreich 2025: ÖVP 12, SPÖ 4, FPÖ 3.[20]

### Bürgermeister
- bis 2010 Leopold Korntheuer (ÖVP)
- 2010–2024 Franz Sinabel (ÖVP)
- seit 2024 Josef Aminger (ÖVP)

### Wappen
Blasonierung: In Grün über einem erniedrigten silbernen Wellenbalken eine silberne rotbedachte Burganlage mit schwarzen Fenstern und Schießscharten, linksstehendem mächtigem Wehrturm und zwei den Hauptbau flankierenden, verschieden hohen Rundtürmen, im Schildfuß ein goldenes Kleeblattkreuz.